# Super League XIV

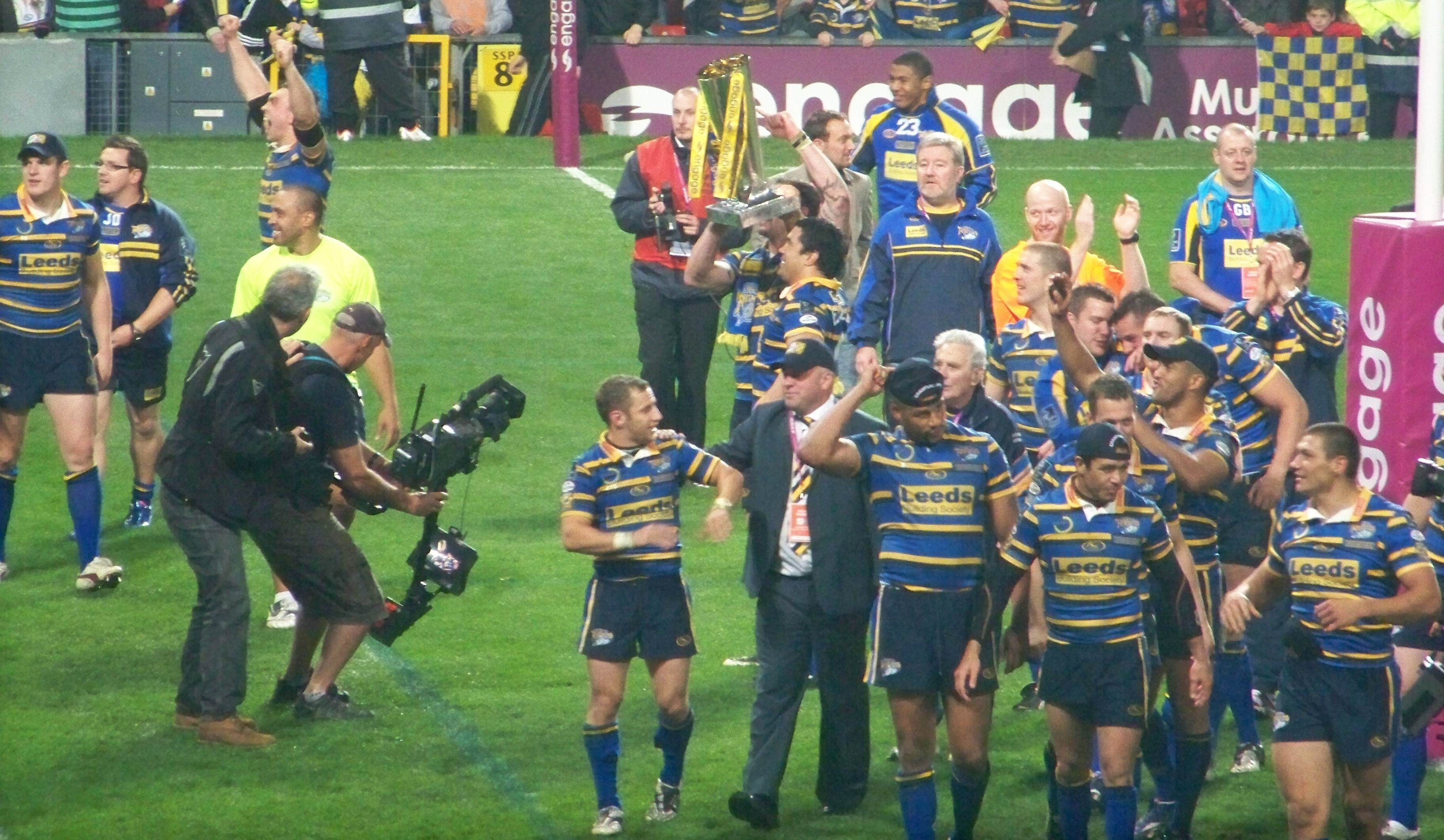
Die Leeds Rhinos nach dem Gewinn des Finales.

Die Super League XIV (aus Sponsoringgründen auch als Engage Super League XIV bezeichnet) war im Jahr 2009 die vierzehnte Saison der Super League in der Sportart Rugby League. Nachdem sie bereits den ersten Tabellenplatz nach Ende der regulären Saison belegte, schafften die Leeds Rhinos es ins Super League Grand Final, in dem sie 18:10 gegen den St Helens RLFC gewannen. Die Rhinos gewannen damit zum dritten Mal in Folge die Super League und zum vierten Mal insgesamt.

## Tabelle
|     | Team                       | Spiele | Siege | Unent. | Ndlg. | Spiel- punkte | Diff. | Tabellen- punkte |
| --- | -------------------------- | ------ | ----- | ------ | ----- | ------------- | ----- | ---------------- |
| 01. | Leeds Rhinos               | 27     | 21    | 0      | 6     | 805:453       | + 352 | 42               |
| 02. | St Helens                  | 27     | 19    | 0      | 8     | 733:466       | + 267 | 38               |
| 03. | Huddersfield Giants        | 27     | 18    | 0      | 9     | 690:416       | + 274 | 36               |
| 04. | Hull Kingston Rovers       | 27     | 17    | 1      | 9     | 650:516       | + 134 | 35               |
| 05. | Wakefield Trinity Wildcats | 27     | 16    | 0      | 11    | 685:609       | + 76  | 32               |
| 06. | Wigan Warriors             | 27     | 15    | 0      | 12    | 659:551       | + 108 | 30               |
| 07. | Castleford Tigers          | 27     | 14    | 0      | 13    | 645:702       | - 57  | 28               |
| 08. | Dragons Catalans           | 27     | 13    | 0      | 14    | 613:660       | − 47  | 26               |
| 09. | Bradford Bulls             | 27     | 12    | 1      | 14    | 653:668       | - 15  | 25               |
| 10. | Warrington Wolves          | 27     | 12    | 0      | 15    | 649:705       | − 56  | 24               |
| 11. | Harlequins RL              | 27     | 11    | 0      | 16    | 591:691       | − 100 | 22               |
| 12. | Hull FC                    | 27     | 10    | 0      | 17    | 502:623       | − 121 | 20               |
| 13. | Salford City Reds          | 27     | 7     | 0      | 20    | 456:754       | − 298 | 14               |
| 14. | Celtic Crusaders           | 27     | 3     | 0      | 24    | 357:874       | − 517 | 6                |

## Playoffs

### Qualifikations/Ausscheidungs-Playoffs
| 18. September 20:00 | Leeds Rhinos | 44 : 8 | Hull Kingston Rovers | Headingley Carnegie Stadium, Leeds Zuschauer: 11.220 Schiedsrichter: Steve Ganson |
| 18. September 20:00 |              |        |                      | Headingley Carnegie Stadium, Leeds Zuschauer: 11.220 Schiedsrichter: Steve Ganson |

| 19. September 18:00 | St Helens | 15 : 2 | Huddersfield Giants | Knowsley Road, St Helens Zuschauer: 6.157 Schiedsrichter: Richard Silverwood |
| 19. September 18:00 |           |        |                     | Knowsley Road, St Helens Zuschauer: 6.157 Schiedsrichter: Richard Silverwood |

| 19. September 20:00 | Wakefield Trinity Wildcats | 16 : 25 | Dragons Catalans | Belle Vue, Wakefield Zuschauer: 4.008 Schiedsrichter: Phil Bentham |
| 19. September 20:00 |                            |         |                  | Belle Vue, Wakefield Zuschauer: 4.008 Schiedsrichter: Phil Bentham |

| 20. September 19:00 | Wigan Warriors | 18 : 12 | Castleford Tigers | DW Stadium, Wigan Zuschauer: 8.689 Schiedsrichter: Ian Smith |
| 20. September 19:00 |                |         |                   | DW Stadium, Wigan Zuschauer: 8.689 Schiedsrichter: Ian Smith |

### Viertelfinale
| 25. September 20:00 | Huddersfield Giants | 6 : 16 | Dragons Catalans | Galpharm Stadium, Huddersfield Zuschauer: 4.263 Schiedsrichter: Steve Ganson |
| 25. September 20:00 |                     |        |                  | Galpharm Stadium, Huddersfield Zuschauer: 4.263 Schiedsrichter: Steve Ganson |

| 26. September 17:30 | Hull Kingston Rovers | 10 : 30 | Wigan Warriors | Craven Park, Hull Zuschauer: 8.162 Schiedsrichter: Richard Silverwood |
| 26. September 17:30 |                      |         |                | Craven Park, Hull Zuschauer: 8.162 Schiedsrichter: Richard Silverwood |

### Halbfinale
| 2. Oktober 20:00 | Leeds Rhinos | 27 : 20 | Dragons Catalans | Headingley Carnegie Stadium, Leeds Zuschauer: 13.409 Schiedsrichter: Richard Silverwood |
| 2. Oktober 20:00 |              |         |                  | Headingley Carnegie Stadium, Leeds Zuschauer: 13.409 Schiedsrichter: Richard Silverwood |

| 3. Oktober 17:30 | St Helens | 14 : 10 | Wigan Warriors | Knowsley Road, St Helens Zuschauer: 13.087 Schiedsrichter: Steve Ganson |
| 3. Oktober 17:30 |           |         |                | Knowsley Road, St Helens Zuschauer: 13.087 Schiedsrichter: Steve Ganson |

### Grand Final
| 10. Oktober 2009 18:05 | Leeds Rhinos                                                                               | 18 : 10 | St Helens                                                               | Old Trafford, Trafford Zuschauer: 63.259 Schiedsrichter: Steve Ganson |
| 10. Oktober 2009 18:05 | Versuche: Diskin, Smith (2) Erhöhungen: Sinfield (2/3) Dropgoals: Sinfield (1), Burrow (1) | (8:8)   | Versuche: Eastmond Erhöhungen: Eastmond (1/1) Straftritte: Eastmond (2) | Old Trafford, Trafford Zuschauer: 63.259 Schiedsrichter: Steve Ganson |

| 1                  | Brent Webb           |
| 2                  | Scott Donald         |
| 3                  | Lee Smith            |
| 4                  | Keith Senior         |
| 5                  | Ryan Hall            |
| 6                  | Danny McGuire        |
| 7                  | Rob Burrow           |
| 8                  | Kylie Leuluai        |
| 14                 | Matt Diskin          |
| 10                 | Jamie Peacock        |
| 11                 | Jamie Jones-Buchanan |
| 18                 | Carl Ablett          |
| 13                 | Kevin Sinfield       |
| Auswechselspieler: |                      |
| 12                 | Ali Lauitiiti        |
| 16                 | Ryan Bailey          |
| 17                 | Ian Kirke            |
| 19                 | Luke Burgess         |

| 1                  | Paul Wellens      |
| 2                  | Ade Gardner       |
| 3                  | Matthew Gidley    |
| 18                 | Kyle Eastmond     |
| 5                  | Francis Meli      |
| 6                  | Leon Pryce        |
| 7                  | Sean Long         |
| 10                 | James Graham      |
| 9                  | Keiron Cunningham |
| 16                 | Tony Puletua      |
| 13                 | Chris Flannery    |
| 12                 | Jon Wilkin        |
| 11                 | Lee Gilmour       |
| Auswechselspieler: |                   |
| 14                 | James Roby        |
| 15                 | Bryn Hargreaves   |
| 17                 | Paul Clough       |
| 23                 | Maurie Fa'asavalu |